# Ferdinando Stagno d'Alcontres
Ferdinando Stagno Calapaj d'Alcontres (Tremestieri, 22 gennaio 1920 – Messina, 22 marzo 1976) è stato un politico e banchiere italiano, già presidente dell'Assemblea regionale siciliana.

## Biografia
Proveniente da una famiglia nobiliare messinese, quella dei principi di Montesalso, di Alcontres e di Palizzi, figlio di Alberto e di Ildefonsa Calapaj, si laureò in matematica e fisica.
Facente parte di una famiglia di politici di professione che annovera, tra l'altro, suo fratello Carlo Stagno d'Alcontres, già deputato, suo cugino Carlo Stagno Villadicani d'Alcontres, senatore nella seconda legislatura, nonché suo figlio Francesco Stagno d'Alcontres, anch'egli deputato alla Camera, e suo nipote Antonio Martino, ex ministro.
Ufficiale di Marina nella seconda guerra mondiale, fu internato in un lager tedesco dopo l'8 settembre 1943.
Fu decorato della Croce di Guerra.

### Attività politica
Si iscrisse alla Democrazia Cristiana nel 1947 e divenne assistente ordinario all'Università di Messina.
Fu assessore comunale ai Lavori pubblici del Comune di Messina dal 1952 al 1956 e Commissario provinciale della Croce Rossa Italiana di Messina.
Nel 1955 fu eletto deputato all'Assemblea regionale siciliana nel collegio di Messina per la DC e fu prima assessore al Bilancio e poi all'Agricoltura. Rieletto nel 1959, divenne presidente dell'Assemblea regionale siciliana, e gestì la fase finale del Milazzismo.

### Attività bancaria
Nel 1963 non si ricandidò all'ARS e fu nominato presidente della Cassa Centrale di Risparmio Vittorio Emanuele, l'istituto bancario di proprietà della Regione Siciliana, che presiedette per quasi tre quinquenni.
Nel 1966 istituì il Premio Nazionale di Teatro Luigi Pirandello.
Negli anni settanta divenne Presidente delle Casse di Risparmio della Comunità Economica Europea.

## Onorificenze
Croce di guerra al valor militare
 Cavalieri di Onore e Devozione Sovrano Militare Ordine Ospedaliero di San Giovanni di Gerusalemme di Rodi e di Malta